# Cuốc lùn
Cuốc lùn (tên khoa học: Porzana pusilla) là loài chim nhỏ thuộc họ Gà nước.

## Phân bố
Môi trường sinh sản của cuốc lùn chủ yếu ở Đông Âu và châu Á. Chúng làm tổ trong những khóm lau sậy ẩm, mỗi tổ trứng có từ 4 đến 8 quả. Cuốc lùn là loài chim di cư, mùa đông chúng chuyển đến Đông Phi và Nam Á.

## Miêu tả
Chim cuốc lùn có chiều dài thân 16–18 cm, mỏ chim ngắn, thẳng, màu vàng hoặc màu xanh. Chim trưởng thành có lưng chủ yếu là màu nâu với vài đốm trắng, bụng và mặt màu xanh xám. Chúng có đôi chân màu xanh lá cây với các ngón chân dài, đuôi ngắn.
Tên khoa học của cuốc lùn được đặt theo tên nhà tự nhiên học người Pháp Louis Antoine Francois Baillon.

## Hình ảnh
- Cuốc lùn ở Queensland, Úc.

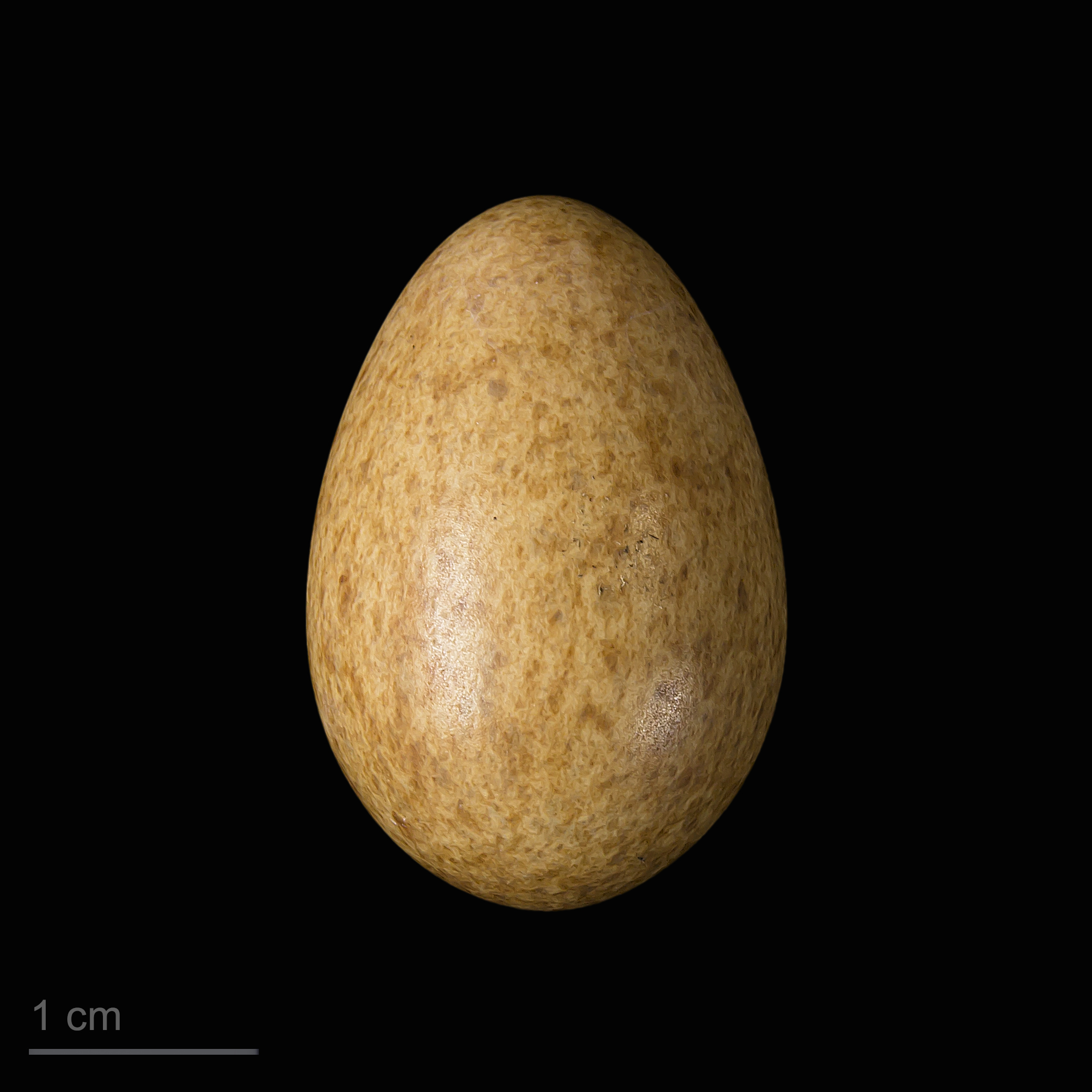
Porzana pusilla.
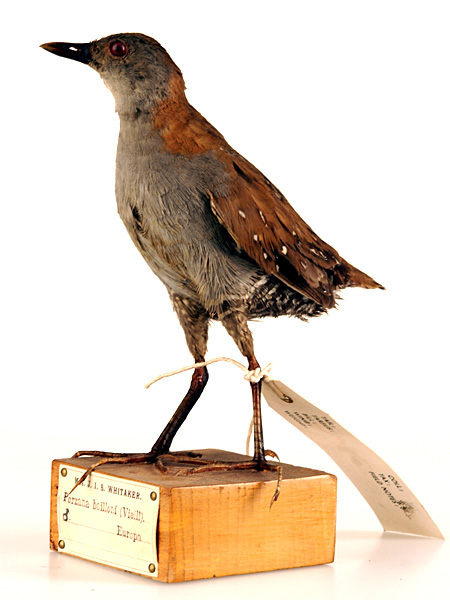
Cuốc lùn
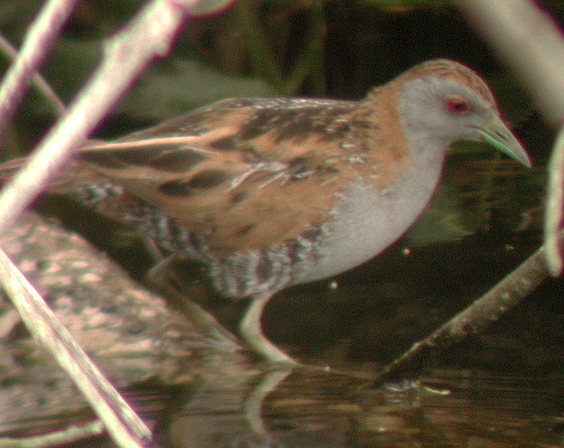
Cuốc lùn ở Queensland, Úc.